# استخوان بینی
استخوان بینی(به انگلیسی: Nasal bone) جفت استخوان کوچکی هستند که در دو طرف صورت قرار دارندو بخش خارجی بالای بینی (پل بینی) را تشکیل می‌دهند.استخوانهای جانبی بینی همان استخوانهایی هستند که عینک روی آنها تکیه می‌کند . در آسیبهای صورت احتمال شکستگی این استخوانها وجود دارد.